# Steve Potts
Steve Potts (né le 21 janvier 1943 à Columbus (Ohio)) est un saxophoniste américain de jazz, installé à Paris depuis les années 1970. Jouant le plus souvent du saxophone alto, et occasionnellement du soprano, Steve Potts est aussi connu pour avoir accompagné Steve Lacy durant une trentaine d'années.

## Parcours
Cousin du saxophoniste ténor et clarinettiste Buddy Tate, Steve Potts étudie l'architecture à Los Angeles, tout en prenant des leçons de saxophone avec Charles Lloyd. La rencontre avec Charles Lloyd est décisive, dans sa décision de se lancer dans une carrière musicale. Il se rend ensuite à New York où il écoute Eric Dolphy. Il y joue également avec Roy Ayers, Richard Davis, Joe Henderson, Reggie Workman, et Chico Hamilton.
En 1970, il se rend en Europe et s'installe à Paris, comme toute une génération de joueurs de free jazz américains] trouvant plus facile d'être un musicien noir en Europe qu'aux États-Unis. Il y joue avec Dexter Gordon, Johnny Griffin, Mal Waldron, Ben Webster, Hal Singer, Christian Escoudé, Boulou Ferré, Slide Hampton, et Oliver Johnson. Vers 1973, il y rencontre Steve Lacy et l'accompagne dans ses formations durant une trentaine d'années.
« Potts et moi, nous nous exprimons dans une totale confiance mutuelle. D'année en année, cette confiance augmente avec notre travail. Aujourd'hui notre entente révèle à la fois la magie de l'amitié et l'intérêt qu'il y a toujours à aller de l'avant » dit Steve Lacy de cette collaboration en 1979. Ensemble, ils sont de tous les festivals et de toutes les expériences.
Dans les années 2000, Steve Potts a longtemps joué dans les clubs de jazz parisiens et notamment au Sept-Lézards,. Il a participé aussi à la création de musiques de films.

## Influences
Son phrasé vient d'avant le bebop, de Lester Young, même s'il a beaucoup aimé la musique d'un Charlie Parker. Il a été également influencé par John Coltrane, Eric Dolphy, Frank Strozier et Henry Threadgill.

## Discographie

### Comme leader
- Great Day in the Morning, avec Jessye Norman, 1982
- Cross Roads, 1979
- People, 1986
- Thank You for Being, 1995
- Mukta, 1998
- Pearl, 1990
- Wet Spot, 2000

### Comme accompagnateur
Avec Steve Lacy :
- Mal Waldron with the Steve Lacy Quintet (America, 1972)
- The Gap (America, 1972)
- The Crust (Emanem, 1973)
- Scraps (Saravah, 1974)
- Flakes (RCA Vista, 1974)
- Dreams (Saravah, 1975)
- Raps (Adelphi, 1977)
- Follies (FMP, 1977)
- The Owl (Saravah, 1977)
- Points (Chant Du Monde, 1978)
- Stamps (Hathut, 1978)
- Troubles (Black Saint, 1979)
- The Way (Hathut, 1979)
- Tips (Hathut, 1979)
- Songs (Hathut, 1981)
- Ballets (Hathut, 1981)
- Blinks (Hathut, 1983)
- Prosepectus (Hathut, 1983)
- Futurities (Hathut, 1984)
- The Condor (Soul Note, 1985)
- The Gleam (Silkheart, 1986)
- Morning Joy (Hathut, 1986)
- Flim-Flam (Hathut, 1986)
- Live in Budapest (West Wind, 1987)
- Momentum (Novus, 1987)
- The Window (Novus, 1988)
- The Door (Novus, 1989)
- Anthem (Novus, 1990)
- Itinery (Hathut, 1990)
- Live at Sweet Basil (Novus, 1991)
- We See (Hathut, 1992)
- Clangs (Hathut, 1992)
- Vespers (Soul Note, 1993)
- Revenue (Soul Note, 1993)

### Musiques de films
- Sujet ou Le secrétaire aux 1001 Tiroirs, 1975
- La Nuit Bengali, 1988
- Louise (take 2), 1998

### Sources
- Dominique Queille, « Clubs, le best off », Libération,‎ 16 juin 2005 (lire en ligne)
- Hugues Le Tanneur, « Steve Potts, un phrasé d'avant le be-bop », Le Monde,‎ 6 juillet 2004
- Serge Loupien, « Le free jazz perd le souffle Steve Lacy », Libération,‎ 7 juin 2004 (lire en ligne)
- Serge Loupien, « Jazz. Le cofondateur du mouvement west-coast est de passage à Paris. Chico Hamilton en pleine Euphoria. », Libération,‎ 25 janvier 1996 (lire en ligne)
- Paul-Etienne Razou, « Steve Lacy au Café de la gare », Le Monde,‎ 17 août 1979